# Gabriel Ramos
Gabriel Ramos (ur. 14 września 1994 w Maracay) – wenezuelski motocyklista.

## Kariera
Po obiecującym początku w Wenezueli i zapoznaniu z kilkoma tamtejszymi torami m.in. Caracas, Miranda, Carabobo, Aragua i Monaguas, Ramos dostał szansę pokazania się w Europie i dzięki pomocy Carlosa Lavado mógł wziąć udział w Mistrzostwach Śródziemnomorskich wraz z ekipą Monlau, w 2012 podniósł sobie poprzeczkę i przeszedł do Mistrzostw Hiszpanii CEV Moto3, dołączył do zespołu Venezuela Racing Team.
2014 to debiut Wenezuelczyka w MMŚ i kategorii Moto3, w którym nie zdobył żadnych punktów.

### Statystyki
| Sezon | Klasa | Motocykl | 1       | 2       | 3      | 4      | 5      | 6      | 7      | 8      | 9       | 10      | 11     | 12     | 13     | 14     | 15     | 16     | 17     | 18     | Poz | Pkt |
| ----- | ----- | -------- | ------- | ------- | ------ | ------ | ------ | ------ | ------ | ------ | ------- | ------- | ------ | ------ | ------ | ------ | ------ | ------ | ------ | ------ | --- | --- |
| 2014  | Moto3 | KTM      | QAT Ret | AME Ret | ARG 26 | SPA 28 | FRA 24 | ITA 26 | CAT 31 | NED 27 | GER Ret | IND Ret | CZE 29 | GBR 28 | RSM 28 | ARA 21 | JPN 22 | AUS 27 | MAL 29 | VAL 24 | NC  | 0   |